# Tulum (Quintana Roo)
Tulum (conocida también como Tulum Pueblo para diferenciarla de la zona arqueológica) es una ciudad del estado mexicano de Quintana Roo. Es desde el 13 de marzo de 2008 cabecera del municipio del mismo nombre y está situada en el extremo sur de la llamada Riviera Maya, uno de los principales destinos turísticos internacionales. Fue fundada entre los años de 1860 y 1870 por la sacerdotisa maya María Uicab bajo el nombre de Santo Kaaj Tulum, esto debido a que la población se encuentra junto a ruinas arqueológicas de la antigua ciudad maya de Tulum (de la que recibe su nombre) y donde se levantó un templo a la Santa Cruz.

## Toponimia
Tulum o tuluum significa palizada o muralla. La ciudad recibía en la antigüedad el nombre maya de Zamá en maya amanecer o mañana. Para mucha gente peninsular el nombre actual significa Tierra apestosa, misma que proviene de los vocablos mayas tu’ lu’um (tu’ = apestoso; lu’um = tierra, suelo); esto no se deriva de forma literal, ya que también se suele relacionar el suelo del área de Tulum como fangoso, lleno de pequeñas ciénagas o manglares que se forman estancándose el agua. Este concepto resignifica el sentido maya del lugar, pues muralla es pak’ (pared).

## Historia

### Orígenes del pueblo
No se sabe con fecha exacta la fundación del pueblo de Tulum, sin embargo a mediados del siglo XIX ya se tenía conocimiento acerca de este asentamiento. Sus orígenes 
se remontan contemporánea a la fundación de Noj Kaaj Santa Cruz Xbalam Naj (Chan Santa Cruz, hoy la ciudad de Felipe Carrillo Puerto), y el culto a la cruz parlante. Dicha fe se fue extendiendo y fortaleciendo en la región, surgiendo así nuevos pueblos en la espesura de la selva, donde a semejanza de sus casas, también construyeron sus iglesias para adorar a la cruz maya. Uno de los asentamientos fue el mencionado  Tulum, a corta distancia del centro ceremonial en donde sus ancestros habían adorado al dios descendiente (la zona arqueológica de Tulum); otras pequeñas congregaciones surgieron: Muyil (cercana al centro prehispánico de Chunyaxche), Xpalma, Chumpón y San Antonio Muyil (cercano a la caleta de Chacalal).
Entre los fundadores de Tulum se hallaba María Uicab, quien en pocos años se convirtió en la sacerdotisa de la Cruz Parlante a la que los habitantes de la región denominaban La Santa Patrona.

### María Uicab
Hasta el momento no conocemos otro caso como el de ella, dado que la presencia femenina no estaba considerada en la organización religiosa cruzoob, inclusive las normas impedían el paso de las mujeres a la zona del templo conocida como “la Gloria” donde reposaba la cruz maya.
Sin embargo y bajo el liderazgo de María Uicab en 1870, Tulum Pueblo se había convertido en el centro religioso más importante de la región, desplazando inclusive a Chan Santa Cruz, que en esos tiempos era capital militar y cuyos moradores se habían desavecindado (según las declaraciones de la exprisionera Margarita Dzul), debido a los altos impuestos que cobraban en nombre de la cruz.
Fue en Tulum donde nació su hijo José Mukul y Uicab alrededor de 1860, de su primer matrimonio con José María Mukul. No sabemos mucho de su vida privada, pero las noticias publicadas en 1871, habla de otros dos maridos o compañeros, uno fue Juan Bautista Pat (1867) el tercero Ignacio Chablé. 
La primera incursión al poblado mencionado alertó al ejército yucateco sobre la presencia de los mayas en la región de la costa oriental, así como del arrojo de sus habitantes. Por tal motivo y ante el peligro que representaban para el gobierno, éste organizó una expedición al mando del Coronel Daniel Traconis. El 21 de enero de 1871 partió un contingente de 1,000 hombres de armas y 300 cargadores, después de 9 días de camino llegaron a Tulum atacando por sorpresa a la población, María Uicab pudo huir pero su hijo fue tomado prisionero, junto con un ayudante, otro joven de 12 años, y cuatro mujeres. Su gente de Muyil también fue atacada, así como la de Chumpón.
Posteriormente, el 3 de julio de 1872, los pueblos mayas de la costa caribeña por orden de María Uicab volvieron a invadir Kantunilkín (Invadida primeramente en 1870). Comandados por Juan de la Cruz Pomol de San Antonio Muyil, 100 hombres de Tulum y Chumpón al mando del capitán Apolonio Koyoc y gente de Chunchacalhas. Kantunilkín fue quemado y terminado de saquear, poniendo en peligro incipientes ranchos azucareros que empresarios yucatecos comenzaban a ocupar en el actual municipio de Lázaro Cárdenas.
La respuesta de los empresarios y el gobierno fue inmediata, los primeros entre los que se encontraban Nicolás y Eduardo Urcelay así como Fermín Mundaca y Marcheaga (conocido en la historia quintanarroense como “el pirata Mundaca”), aportaron capital para efectuar el contraaque y el gobierno yucateco aportó el parque así como una primera dotación de “rancho”. La incursión punitiva de 300 hombres salió el 31 de julio de ese mismo año, atacaron San Antonio Muyil donde murió el comandante cruzoob Juan de la Cruz.
Aquí se pierde el rastro de María Uicab. No se sabe si murió en estos contraataques del ejército yucateco, por los propios cruzoob o bien que pudo llegar a alcanzar una edad avanzada.. De lo que se tiene certeza es que fue guía espiritual de su pueblo, mujer combativa que luchó para preservar la libertad del maya, con suficiente autoridad moral para destituir a generales cruzoob como Bernardino Cen; y suficientemente temida como para movilizar al ejército yucateco en su contra y hacer participar a hombres con enorme poder como Mundana para derrotarla.

### Historia contemporánea
El pueblo permaneció mucho tiempo como un lugar de paso hacia el norte de la entidad. A medida que el turismo en el estado de Quintana Roo avanzó, Tulum Pueblo ha ido desarrollándose como un destino turístico muy solicitado. Su importancia hotelera, aunque desde muchos años antes, comenzó en el 2015 cuando fue nombrado pueblo mágico; a partir del nombramiento recibió un crecimiento poblacional inminente además de sus atractivos naturales y vestigios prehispánicos.
En el 2020, Tulum recibió el impacto del Huracán Gamma, que inició su recorrido por el país como tormenta tropical. Posteriormente en 2021 recibiría otro impacto, esta vez del huracán categoría 1 Grace. En 2024 volvería a tener el impacto de otro huracán: Beryl, el cual entró por la madrugada, causando caídas de árboles, cables eléctricos y edificaciones pequeñas; afortunadamente no llegó a mayores. Actualmente se tiene contemplado la construcción de un aeropuerto además de ser próximamente sede de una de las subestaciones del tren maya.

## Geografía
Se localiza geográficamente en los 20º12'29" N y los 87º27'59" W.
Su altitud es de 5 m s. n. m.
Su acceso es por la carretera 307, la cual comunica 128 km al norte con Cancún y al sur a 260 km con Chetumal, capital del estado.
Existe una carretera secundaria que comunica al noroeste con las ruinas arqueológicas de Cobá, así como con Chemax y Valladolid, poblaciones del estado de Yucatán. Hacia el sur y por la costa existe un camino de terracería que comunica a Punta Allen lugar de entrada a la bahía de la Ascensión de la reserva de la biósfera de Sian Ka'an.

## Clima
El clima del municipio es cálido subhúmedo con lluvias en el verano de mayor humedad. La temperatura media anual es de 25,7 °C. Los vientos predominantes son los del sureste. La precipitación pluvial anual promedio se encuentra en los 1136.8 milímetros con estación de lluvia de mayo a octubre. El clima se ve afectado por los ciclones, que aumentan la precipitación sobre todo en el verano. A diferencia de otras localidades como Playa del Carmen y Cancún, en Tulum, las temperaturas han llegado a superar los 40 °C con más facilidad, especialmente en la estación de primavera. Igualmente, en el invierno, las temperaturas han bajado hasta los 4 °C.
| Parámetros climáticos promedio de Tulum, Quintana Roo (1951-2010)               | Parámetros climáticos promedio de Tulum, Quintana Roo (1951-2010) | Parámetros climáticos promedio de Tulum, Quintana Roo (1951-2010) | Parámetros climáticos promedio de Tulum, Quintana Roo (1951-2010) | Parámetros climáticos promedio de Tulum, Quintana Roo (1951-2010) | Parámetros climáticos promedio de Tulum, Quintana Roo (1951-2010) | Parámetros climáticos promedio de Tulum, Quintana Roo (1951-2010) | Parámetros climáticos promedio de Tulum, Quintana Roo (1951-2010) | Parámetros climáticos promedio de Tulum, Quintana Roo (1951-2010) | Parámetros climáticos promedio de Tulum, Quintana Roo (1951-2010) | Parámetros climáticos promedio de Tulum, Quintana Roo (1951-2010) | Parámetros climáticos promedio de Tulum, Quintana Roo (1951-2010) | Parámetros climáticos promedio de Tulum, Quintana Roo (1951-2010) | Parámetros climáticos promedio de Tulum, Quintana Roo (1951-2010) |
| Mes                                                                             | Ene.                                                              | Feb.                                                              | Mar.                                                              | Abr.                                                              | May.                                                              | Jun.                                                              | Jul.                                                              | Ago.                                                              | Sep.                                                              | Oct.                                                              | Nov.                                                              | Dic.                                                              | Anual                                                             |
| ------------------------------------------------------------------------------- | ----------------------------------------------------------------- | ----------------------------------------------------------------- | ----------------------------------------------------------------- | ----------------------------------------------------------------- | ----------------------------------------------------------------- | ----------------------------------------------------------------- | ----------------------------------------------------------------- | ----------------------------------------------------------------- | ----------------------------------------------------------------- | ----------------------------------------------------------------- | ----------------------------------------------------------------- | ----------------------------------------------------------------- | ----------------------------------------------------------------- |
| Temp. máx. abs. (°C)                                                            | 37.5                                                              | 39.0                                                              | 41.5                                                              | 42.0                                                              | 43.0                                                              | 45.0                                                              | 38.0                                                              | 44.0                                                              | 41.0                                                              | 39.0                                                              | 39.5                                                              | 37.0                                                              | 45.0                                                              |
| Temp. máx. media (°C)                                                           | 29.3                                                              | 29.8                                                              | 30.9                                                              | 31.4                                                              | 32.2                                                              | 32.0                                                              | 32.3                                                              | 32.4                                                              | 31.8                                                              | 31.2                                                              | 30.5                                                              | 29.4                                                              | 31.1                                                              |
| Temp. media (°C)                                                                | 23.5                                                              | 24.0                                                              | 25.4                                                              | 26.2                                                              | 27.0                                                              | 27.2                                                              | 27.0                                                              | 27.1                                                              | 26.6                                                              | 25.9                                                              | 24.9                                                              | 23.8                                                              | 25.7                                                              |
| Temp. mín. media (°C)                                                           | 17.8                                                              | 18.2                                                              | 19.8                                                              | 21.1                                                              | 21.8                                                              | 22.5                                                              | 21.7                                                              | 21.7                                                              | 21.4                                                              | 20.6                                                              | 19.4                                                              | 18.2                                                              | 20.4                                                              |
| Temp. mín. abs. (°C)                                                            | 7.0                                                               | 4.3                                                               | 7.2                                                               | 7.1                                                               | 8.2                                                               | 11.2                                                              | 9.0                                                               | 10.0                                                              | 5.3                                                               | 4.4                                                               | 9.0                                                               | 7.0                                                               | 4.3                                                               |
| Precipitación total (mm)                                                        | 60.7                                                              | 48.3                                                              | 31.2                                                              | 38.8                                                              | 103.6                                                             | 156.5                                                             | 102.0                                                             | 101.7                                                             | 167.2                                                             | 178.1                                                             | 83.7                                                              | 65.0                                                              | 1136.8                                                            |
| Días de precipitaciones (≥ 0.1 mm)                                              | 7.2                                                               | 4.7                                                               | 3.3                                                               | 3.3                                                               | 6.1                                                               | 9.7                                                               | 8.5                                                               | 9.1                                                               | 12.8                                                              | 11.4                                                              | 8.5                                                               | 7.1                                                               | 91.7                                                              |
| Fuente: Servicio Meteorológico Nacional. Actualizado el 8 de diciembre de 2016. |                                                                   |                                                                   |                                                                   |                                                                   |                                                                   |                                                                   |                                                                   |                                                                   |                                                                   |                                                                   |                                                                   |                                                                   |                                                                   |

## Infraestructura

### Colonias
- Colonia Guerra de Castas
- Colonia Maya pax
- Colonia Ejido
- Colonia Tulum Centro
- Colonia Huracanes
- Colonia Tumben Kaa
- Colonia Villas Tulum
- Colonia Xul-ka
- Colonia Palmas Tulum
- Colonia Cenote Cristal
- Colonia Ya ax Tulum

m

## Sitios de interés
- Ruinas arqueológicas de Tulum, son el atractivo principal, la traducción del maya es ‘muralla o palizada’, este nombre se cree fue asignado cuando la ciudad maya ya se encontraba abandonada y en ruinas, pues a principios del siglo XX aun los mayas que vivían en los alrededores visitaban los templos de la ciudad. Las ruinas arqueológicas de Tulum son asiduamente visitadas por la cercanía de los polos turísticos de Cancún y Playa del Carmen.

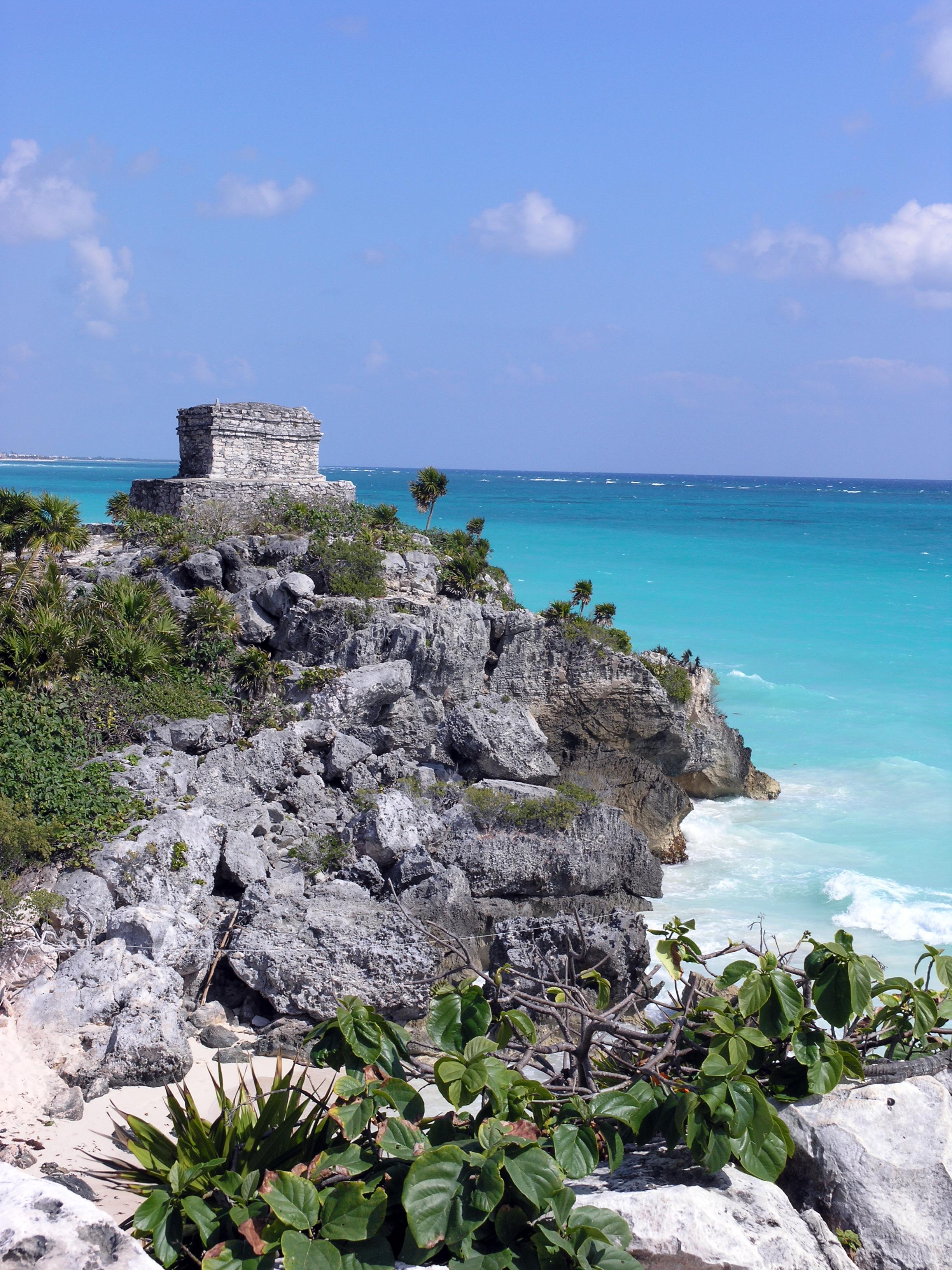
Ruinas arqueológicas de Tulum.

- Ruinas arqueológicas de Cobá, se encuentran a unos 40 km al noroeste de la población, estas ruinas son del periodo clásico de la cultura maya, se cree que fueron construidas y habitadas entre los años 500 y 900 de nuestra era, aunque existen vestigios de construcciones y reparaciones de los edificios hasta la llegada de los españoles.
- Las playas de Tulum, hasta mediados de los ochenta eran muy poco frecuentadas, pero la franja costera ha desarrollado toda una infraestructura hotelera, que ofrece al turista todo tipo de opciones.
- Cenotes, en las cercanías de Tulum, se encuentra un complejo de ríos subterráneos que ha producido cenotes los cuales son un gran atractivo turístico para practicar la natación, snorkel y buceo, los más conocidos son el cenote Carwash, el Gran Cenote, el cenote Calavera, el cenote Zazil-Ha y el cenote Cristal. El buceo de exploración de cavernas de Quintana Roo comenzó a fines de los años 70 y principios de los 80, se ha determinado que los cuatro sistemas de cavernas más largos del mundo se encuentran en las inmediaciones de Tulum, el más largo es Ox Be Ha que significa ‘tres senderos de agua’, tiene más de 134 km de pasajes reconocidos y mapeados.
- El buceo en aguas abiertas en la costa de Tulum, ha sido poco explotado, debido a que los amantes de este deporte se inclinan a visitar los cenotes. De esta forma los arrecifes cercanos se encuentran en excelente estado de conservación, los más conocidos son La Piscina", Los Coquitos y La Ballena.
- Por la carretera 307, a tan solo 13 km en dirección norte se encuentra Xel-Há, que es por una parte un sitio arqueológico de la civilización maya, y por otra parte una caleta en la cual se ha construido un parque ecológico con el mismo nombre.

## Educación

### Nivel Medio Superior
- Colegio de Estudios Científicos y Tecnológicos del Estado (Cecyte Tulum).
- Colegio de Estudios Koox Kanik Xook Tulum (Privada)

### Nivel Superior
- Universidad Latinoamericana del Caribe

## Transporte
- Estación Aeronaval de Tulum con planes de hacerlos un aeropuerto con servicio comercial.[10]